# Werchnjaja Toima
Werchnjaja Toima (russisch Ве́рхняя То́йма) ist ein Dorf (selo) in Nordwestrussland. Der Ort gehört zur Oblast Archangelsk und hat 3462 Einwohner (Stand 14. Oktober 2010). Er ist administratives Zentrum des Rajons Werchnjaja Toima.

## Geographie
Werchnjaja Toima befindet sich etwa 340 Kilometer südöstlich der Oblasthauptstadt Archangelsk. Der Ort liegt am rechten Ufer der Nördlichen Dwina, an der Mündung des namensgebenden Flusses Werchnjaja Toima in selbige. Die nächstgelegenen Städte sind Beresnik, etwa 135 Kilometer nördlich, sowie Kotlas, etwa 140 Kilometer südlich von Werchnjaja Toima.

## Geschichte
Werchnjaja Toima ist einer der ältesten noch bestehenden Orte in der Oblast Archangelsk. Es wurde im Jahr 1137 erstmals in einer nowgoroder Urkunde erwähnt, welche Tributzahlungen an die Nowgoroder Diözese zum Inhalt hatte. 1478 fiel der Ort in den Besitz des Großfürstentums Moskau und wurde 1552 Teil der Werchnetomskaja Wolost (Верхнетоемская волость).
Im April 1924 wurde Werchnjaja Toima Zentrum des neu gegründeten Rajon Werchnetomski innerhalb des Gouvernementes Nördliche Dwina (Северо-Двинской губернии). 1937 wurde es schließlich Teil der Oblast Archangelsk.

## Einwohnerentwicklung
Die folgende Übersicht zeigt die Entwicklung der Einwohnerzahlen von Werchnjaja Toima.
| Jahr | Einwohner |
| ---- | --------- |
| 1939 | 857       |
| 1959 | 1.420     |
| 1970 | 3.028     |
| 1979 | 4.009     |
| 1989 | 4.430     |
| 2002 | 3.940     |
| 2010 | 3.462     |

Anmerkung: Volkszählungsdaten

## Wirtschaft und Infrastruktur
Wie auch in der übrigen Oblast Archangelsk ist auch in Werchnjaja Toima die Forst- und Holzindustrie einer der Hauptwirtschaftszweige. Daneben hat die Nahrungsmittelindustrie eine große Bedeutung. So gibt es im Rajon Betriebe der Milchwirtschaft, Fleischverarbeitung, Viehzucht sowie Landwirtschaft.
Über eine Fährverbindung mit der linken Seite der Dwina besteht von Werchnjaja Toima aus eine Straßenverbindungen mit Kotlas und Archangelsk. Von hier aus gibt es einen regelmäßigen Busverkehr in die umliegenden Orte. Werchnjaja Toima verfügt über keinen Anschluss an das Eisenbahnnetz. Die nächstgelegene Eisenbahnstation befindet sich in Kotlas. Über den Fährverkehr sind in der eisfreien Zeit von Frühling bis Herbst auch andere Orte entlang der Dwina erreichbar. Nordöstlich des Ortes befindet sich ein kleiner Flughafen, welcher momentan für den Personenverkehr nicht in Betrieb ist.

## Söhne und Töchter des Ortes
- Albert Kusnets (1902–1942), estnischer Ringer